# Cru (vinho)

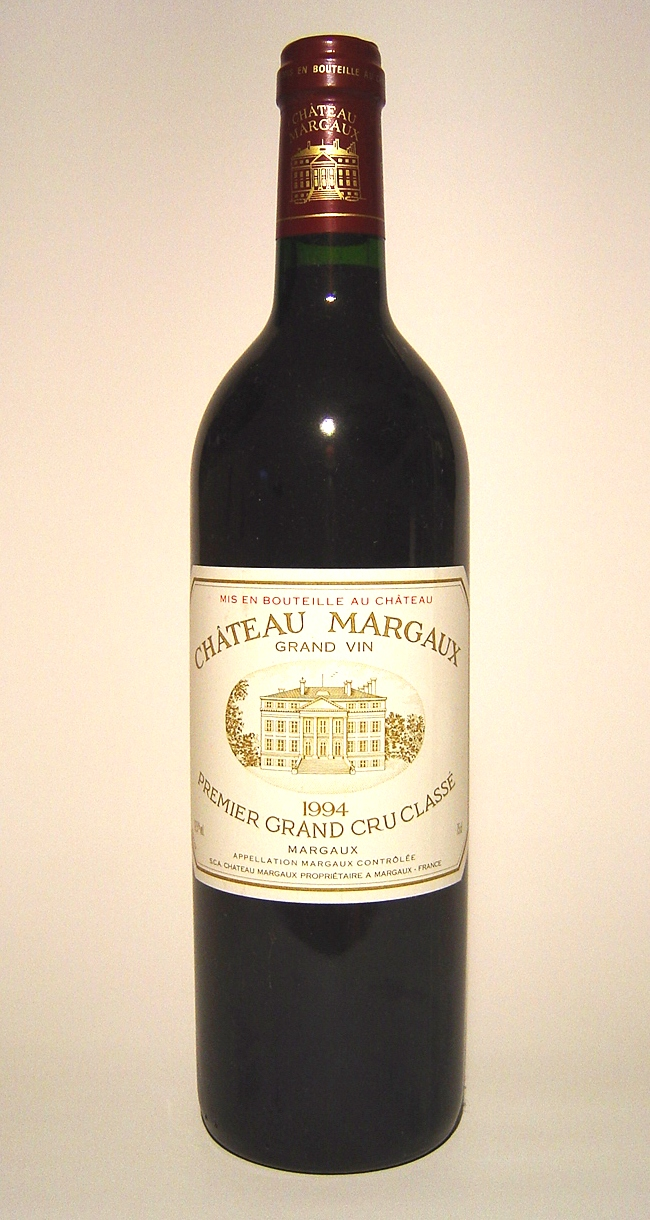
Exemplo de um vinho classificado como premier grand cru classé.

Cru é um termo francês usado para denominar um vinhedo específico ou zona delimitada (terroir) onde é produzido um vinho de características particulares e originais.

## Etimologia
Cru é o particípio passado do verbo croître, "crescer". Pode ser traduzido, portanto, como "crescido", "desenvolvido", "cultivado". O termo foi criado pelos monges cistercienses de Borgonha na Idade Média. Posteriormente, o termo foi aplicado também aos vinhedos de Bordéus.

## Exemplos
São exemplos de crus: cru bourgeois, cru classé, premier cru e grand cru.